# B.93 Fanklub
B.93 Fanklub er den officielle fanklub for B.93. Foreningen er medlem af paraplyorganisationen for Dansk Fodbold Fanklubber (DFF).

## Historie
B.93 Fanklub blev stiftet 24. januar 2013.